# Stefan Nilsson (professor)
Stefan Nilsson, född 2 oktober 1946 i Linköping, är en svensk zoolog och professor vid Göteborgs universitet.
Nilsson blev filosofie doktor vid Göteborgs universitet 1974 på avhandlingen Autonomic Innervation in Teleost Fish: An Experimental Study in the Cod, Gadus Morhua och utnämndes till professor i zoofysiologi vid nämnda universitet 1985. Han blev 1989 ledamot av Vetenskapsakademien.